# Donggang
Donggang (东港市S, DōnggǎngP) è una città-contea della Cina, situata nella provincia di Liaoning e amministrata dalla prefettura di Dandong.